# Teemu Pukki
Teemu Pukki, né le 29 mars 1990 à Kotka en Finlande, est un footballeur international finlandais qui évolue au poste d'attaquant au HJK Helsinki en Veikkausliiga.
Considéré comme l'un des plus grands joueurs finlandais toutes générations confondues, Teemu Pukki est le meilleur buteur de l'histoire de sa sélection, auteur de 42 réalisations.

## Biographie

### Parcours en club

#### Débuts en Finlande et parenthèse à Séville
Le joueur est formé au club de sa ville, le FC KooTeePee, avant de signer dès l'âge de dix-huit ans au FC Séville. Il intègre l'équipe B du club andalou (Sevilla Atlético) pour laquelle il joue plus de trente matchs en deux saisons.
Cependant, il n'est pas souvent appelé en équipe première, même s'il joue finalement deux matchs en Liga BBVA en 2009-2010. Face à ce manque de temps de jeu, il décide de rentrer en Finlande, au HJK Helsinki, où il est l'un des joueurs clés et marque seize buts, permettant à son équipe de remporter le championnat.
Le club se qualifie pour le tour préliminaire de la Ligue Europa 2011-2012. Il y rencontre le FC Schalke 04, Pukki inscrit un doublé à l'aller qui permet au HJK de battre le club allemand. Mais malgré son but au retour, son équipe s'incline (6-1) et sort de la compétition, mais Teemu Pukki a tapé dans l'œil des dirigeants du club de Gelsenkirchen qui lui proposent un contrat. Il signe pour le club allemand en août 2011 mais doit faire face à la concurrence de Raúl et de Klaas-Jan Huntelaar.

#### Passage à Schalke
Le 6 novembre 2011, Pukki est titularisé par son entraîneur Huub Stevens pour pallier l'absence d'Huntelaar. Il inscrit ses deux premiers buts en Bundesliga qui permettent à Schalke d'accrocher le nul à Hanovre (2-2). Il dispute trente-sept matchs en deux saisons et porte son total de buts marqués à huit en Bundesliga.
Il signe le 31 août 2013 un contrat de quatre ans avec le club écossais du Celtic FC.

#### Champion d'Écosse avec le Celtic
Le 1er septembre 2014, Teemu Pukki est prêté par le Celtic au Brøndby IF pour une saison.
Le 5 octobre 2014, Pukki se fait remarquer en réalisant son premier doublé, face à l'Aalborg BK, en championnat. Il permet ainsi à son équipe de s'imposer (2-1 score final).

#### Prêt puis transfert à Brøndby
Le 19 juin 2015 il s'engage définitivement avec le Brøndby IF pour un contrat de trois ans. 

#### Entre Premier League et Championship avec Norwich City
Le 30 juin 2018, il s'engage avec Norwich City, alors qu'il est en fin de contrat avec le Brøndby IF,.
Il réalise une première saison pleine en inscrivant vingt-neuf buts et en distribuant neuf passes décisives en D2 anglaise,. Ses performances lui valent d'être nommé meilleur joueur de la saison de D2 anglaise et Norwich City est sacré champion d'Angleterre de D2.
Pukki découvre la Premier League le 9 août 2019 durant le match d'ouverture contre le Liverpool FC. Malgré une défaite 4-1, il marque son premier but dans l'élite anglaise. Une semaine plus tard, Pukki réalise un triplé et offre une victoire 3-1 face à Newcastle United. De nouveau buteur lors de la troisième journée contre Chelsea (défaite 2-3), l'attaquant finlandais devient le deuxième joueur à inscrire cinq buts lors de ses trois premiers matchs au sein de l'élite anglaise. En août 2019, il reçoit le trophée de joueur du mois de Premier League après avoir marqué cinq buts et délivré une passe décisive au cours de son premier mois passé dans l'élite anglaise.
À l'issue de la saison 2022-2023, en finissant son contrat, il quitte Norwich City.

#### Arrivée en MLS
Le 27 juin 2023, il s'engage libre à Minnesota United, franchise de Major League Soccer, avec le statut de joueur désigné où il signe un contrat de deux ans.

#### Retour en Finlande
Le 24 janvier 2024, il rejoint son ancien club, l'HJK Helsinki en Veikkausliiga pour ce qui est sûrement une fin de carrière mais aussi pour se rapprocher de sa famille.

### Parcours en sélection
Teemu Pukki honore sa première sélection en équipe de Finlande le 4 février 2009 lors d'un match amical face au Japon. Le match se solde par une victoire japonaise 5-1.  
Le 15 novembre 2019, Pukki inscrit un doublé contre le Liechtenstein qui sécurise une victoire 3-0 historique pour les Finlandais. C'est en effet la première fois de son histoire que le pays se qualifie pour une phase finale d'une compétition internationale, obtenant son ticket pour l'Euro 2020. Pukki inscrit neuf buts lors de ces éliminatoires. Il fait partie de l'équipe qui commence la rencontre lors du match d'ouverture du Groupe B de l'Euro 2020, contre le Danemark (victoire des Finlandais sur le score de 1-0).
Il est par la suite membre des 26 joueurs sélectionnés par Markku Kanerva pour disputer l'Euro 2020, première compétition internationale officielle pour les finlandais. Le 12 juin 2021, il est titulaire pour le premier match de la Finlande à l’Euro 2020. Cette rencontre sera malheureusement célèbre pour avoir vu le malaise cardiaque de Christian Eriksen. Pukki disputera la totalité des matchs du tournoi face à la Russie (défaite 0-1) , la Belgique (défaite 0-2) et le Danemark donc (victoire 0-1) . Les finlandais sortiront dès la phase de poules.  
Le 12 octobre 2021, dans le cadre des éliminatoires de la Coupe du monde de football 2022 il inscrit un doublé avec sa sélection face au Kazakhstan et devient meilleur buteur de l'histoire de la Finlande.

## Statistiques
| Saison                | Club                  | Championnat           | Championnat | Championnat | Coupe(s) nationale(s) | Coupe(s) nationale(s) | Compétition(s) continentale(s) | Compétition(s) continentale(s) | Compétition(s) continentale(s) | Total | Total |
| Saison                | Club                  | Division              | M.          | B.          | M.                    | B.                    | Comp.                          | M.                             | B.                             | M.    | B.    |
| 2006                  | FC KooTeePee          | Veikkausliiga         | 5           | 0           | -                     | -                     | -                              | -                              | -                              | 5     | 0     |
| 2007                  | FC KooTeePee          | Veikkausliiga         | 24          | 3           | -                     | -                     | -                              | -                              | -                              | 24    | 3     |
| Sous-total            | Sous-total            | Sous-total            | 29          | 3           | -                     | -                     | -                              | -                              | -                              | 29    | 3     |
| 2008-2009             | Séville Atlético      | Liga Adelante         | 17          | 3           | -                     | -                     | -                              | -                              | -                              | 17    | 3     |
| 2008-2009             | Séville FC            | Liga BBVA             | 1           | 0           | -                     | -                     | -                              | -                              | -                              | 1     | 0     |
| 2010                  | HJK Helsinki          | Veikkausliiga         | 7           | 2           | 1                     | 0                     | -                              | -                              | -                              | 8     | 2     |
| 2011                  | HJK Helsinki          | Veikkausliiga         | 18          | 11          | 2                     | 0                     | C1+C3                          | 4+2                            | 2+3                            | 26    | 16    |
| Sous-total            | Sous-total            | Sous-total            | 25          | 13          | 3                     | 0                     | -                              | 6                              | 5                              | 34    | 18    |
| 2011-2012             | FC Schalke 04         | Bundesliga            | 19          | 5           | 2                     | 0                     | -                              | -                              | -                              | 21    | 5     |
| 2012-2013             | FC Schalke 04         | Bundesliga            | 17          | 3           | 2                     | 0                     | C1                             | 5                              | 0                              | 24    | 3     |
| 2013-2014             | FC Schalke 04         | Bundesliga            | 1           | 0           | -                     | -                     | C1                             | 1                              | 0                              | 2     | 0     |
| Sous-total            | Sous-total            | Sous-total            | 37          | 8           | 4                     | 0                     | -                              | 6                              | 0                              | 47    | 8     |
| 2013-2014             | Celtic FC             | Premiership           | 25          | 7           | 2                     | 0                     | C1                             | 5                              | 0                              | 32    | 7     |
| 2014-2015             | Celtic FC             | Premiership           | 1           | 0           | -                     | -                     | C1                             | 4                              | 2                              | 5     | 2     |
| Sous-total            | Sous-total            | Sous-total            | 26          | 7           | 2                     | 0                     | -                              | 9                              | 2                              | 37    | 9     |
| 2014-2015             | Brøndby IF (prêt)     | Superliga             | 27          | 9           | 2                     | 1                     | -                              | -                              | -                              | 29    | 10    |
| 2015-2016             | Brøndby IF            | Superliga             | 33          | 9           | 3                     | 1                     | C3                             | 8                              | 3                              | 44    | 13    |
| 2016-2017             | Brøndby IF            | Superliga             | 34          | 20          | 3                     | 2                     | C3                             | 8                              | 6                              | 45    | 28    |
| 2017-2018             | Brøndby IF            | Superliga             | 36          | 17          | 4                     | 1                     | C3                             | 3                              | 1                              | 43    | 19    |
| Sous-total            | Sous-total            | Sous-total            | 130         | 55          | 12                    | 5                     | -                              | 19                             | 10                             | 161   | 70    |
| 2018-2019             | Norwich City          | Championship          | 43          | 29          | 3                     | 1                     | -                              | -                              | -                              | 46    | 30    |
| 2019-2020             | Norwich City          | Premier League        | 36          | 11          | 2                     | 0                     | -                              | -                              | -                              | 38    | 11    |
| 2020-2021             | Norwich City          | Championship          | 41          | 26          | 1                     | 0                     | -                              | -                              | -                              | 42    | 26    |
| 2021-2022             | Norwich City          | Premier League        | 37          | 11          | 4                     | 0                     | -                              | -                              | -                              | 41    | 11    |
| 2022-2023             | Norwich City          | Championship          | 40          | 10          | 2                     | 0                     | -                              | -                              | -                              | 42    | 10    |
| Sous-total            | Sous-total            | Sous-total            | 197         | 87          | 12                    | 1                     | -                              | -                              | -                              | 209   | 88    |
| 2023                  | Minnesota United      | MLS                   | 14          | 10          | -                     | -                     | LCup                           | 5                              | 0                              | 19    | 10    |
| 2024                  | Minnesota United      | MLS                   | 15          | 2           | -                     | -                     | -                              | -                              | -                              | 15    | 2     |
| Sous-total            | Sous-total            | Sous-total            | 29          | 12          | 0                     | 0                     | -                              | 5                              | 0                              | 34    | 12    |
| Total sur la carrière | Total sur la carrière | Total sur la carrière | 491         | 188         | 33                    | 6                     | -                              | 45                             | 17                             | 569   | 211   |

## Palmarès

### En club
- HJK Helsinki :
  - Champion de Veikkausliiga en 2010 et 2011.

- Celtic FC :
  - Champion de Premiership en 2014 et 2015.

- Brøndby IF :
  - Vainqueur de la Coupe du Danemark en 2018.
  - Vice-champion de Superligaen en 2017 et 2018.
  - Finaliste de la Coupe du Danemark en 2017.

- Norwich City :
  - Champion de Championship en 2019 et 2021.

### Distinctions personnelles
- Membre de l'équipe-type de Championship en 2019[16] et 2021.
- Nommé meilleur joueur de Championship par l'EFL en 2019[17].
- Meilleur buteur de Championship en 2019 (29 buts).
- Joueur du mois de Premier League en août 2019.
- Meilleur buteur de l'histoire de l'équipe de Finlande